# Tharra vittata
Tharra vittata är en insektsart som beskrevs av Xavier Montrouzier 1861. Tharra vittata ingår i släktet Tharra och familjen dvärgstritar. Inga underarter finns listade i Catalogue of Life.